# Малий Шаплак
Малий Шапла́к (рос. Малый Шаплак, марій. Шопкирла) — присілок у складі Медведевського району Марій Ел, Росія. Входить до складу Шойбулацьке сільського поселення.

## Населення
Населення — 87 осіб (2010; 90 у 2002).
Національний склад (станом на 2002 рік):
- лучні марійці — 85 %